# ديفيد كورن
ديفيد كورن (بالإنجليزية: David Korn)‏ هو عالم حاسوب أمريكي، ولد في 28 أغسطس 1943 في بروكلين في الولايات المتحدة.